# Kertasada
Kertasada is een plaats en bestuurslaag op het 4de niveau (kelurahan/desa) in het onderdistrict (kecamatan) Kalianget van het regentschap Sumenep van de provincie Oost-Java, Indonesië. Kertasada telt 3.077 inwoners (volkstelling 2010).